# Antwerps
Het Antwerps (autoniem: Aantwaarps) is het stadsdialect van Antwerpen. Het behoort tot de Brabantse dialecten; over zijn plaats binnen deze dialectgroep verschillen taalkundigen van mening. Het Antwerps heeft door de eeuwen heen een grote invloed gehad, zowel op andere Brabantse dialecten als op de standaardtaal en het Verkavelingsvlaams. Hoewel het gebruik ervan terugloopt, wordt het nog steeds veel gesproken en veel gecultiveerd.

## Plaatsbepaling binnen de Brabantse dialecten

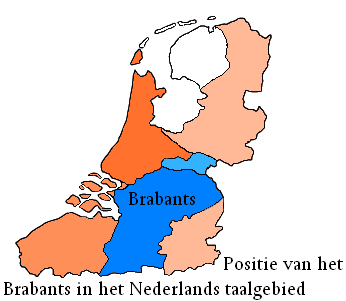
Het Brabants (Cuijks en Noord-Limburgs meegerekend) binnen het Nederlandse taalgebied.

Men kan de Brabantse dialecten onderverdelen op onderlinge verwantschappen. Het Antwerps vertoont diverse overeenkomsten met de in Noord-Brabant gesproken streekdialecten Markiezaats en Baronies, maar anderzijds ook met het Zuid-Brabants (Mechelen en Vlaams-Brabant). Als zodanig maakt het Antwerps deel uit van een vrij smalle overgangszone tussen noord en zuid. De oostelijk van Antwerpen gesproken Kempense dialecten vallen daar niet onder.
In de indeling volgens Jo Daan valt het Antwerps onder het Zuid-Brabants. (Zie Belgisch-Brabants) Deze groep omvat volgens haar alle Brabantse dialecten ten zuiden van de landsgrens. Op grond van klankverschillen valt die indeling te verdedigen: waar de klanken van de Brabantse dialecten in Nederland veel op die van het Hollands lijken, staat de klankleer van Brabantse dialecten op Belgisch grondgebied er verder vanaf.
Belemans en Goossens (2000), die zich anders dan Daan specifiek met het Brabants bezighouden, komen tot een andere indeling. In hun optiek hoort het Antwerps samen met het Markiezaats en Baronies tot het Noordwest-Brabants. Volgens deze indeling, die gebaseerd is op een combinatie van fonetische, lexicale en grammaticale argumenten, liggen de verwantschappen van het Antwerps dus eerder bij dialecten in Nederland. Onder Antwerps verstaan zij niet alleen het Stad-Antwerps, maar ook de dialecten van de Antwerpse districten en de wijde omgeving, onder meer Brasschaat, Putte (inclusief het Nederlandse deel), Kalmthout, Essen, Wuustwezel, Schilde, Mortsel en Boom. Zuid-Brabants is bij deze taalkundigen de naam voor de dialecten van Mechelen, het Brussels gewest en grofweg de provincie Vlaams-Brabant.
De laatste indeling wordt in dit artikel eveneens gehanteerd. Wanneer in het vervolg de term Zuid-Brabants valt, verwijst dit steeds naar de definitie van Belemans en Goossens. Antwerps verwijst echter in de eerste plaats naar het dialect van de stad Antwerpen, al gelden veel kenmerken eveneens voor de taal van de omgeving.

## Geschiedenis

### Ontstaan
Antwerpen ontstond in de vroege middeleeuwen. De oorspronkelijke bewoners moeten Oudnederlands hebben gesproken; in welke mate er toen al sprake was van Brabants, valt moeilijk te zeggen. Later in de middeleeuwen hebben de klankveranderingen die het Brabants maken tot wat het is (diverse umlautgrenzen, zie onder bij klankleer) in ieder geval duidelijk plaatsgevonden.

### Opkomst

In de zestiende eeuw, toen de gildehuizen aan de Grote Markt gebouwd werden, stond Antwerpen op het hoogtepunt van zijn macht en genoot zijn taal zeer veel prestige.

Antwerpen was tot de late middeleeuwen een plaats van beperkt belang. Het moet talige innovaties uit zuidelijker steden als Brussel, Leuven en Mechelen vrij vlot hebben overgenomen. Zo veranderde de combinatie -ft vrij consequent in -cht (after werd achter) en werden de ij en ui tweeklanken (ijs en huis werden tot in de late middeleeuwen als ies en huus uitgesproken, ongeveer zoals nu nog in het West-Vlaams en diverse andere dialecten).
In de veertiende, vijftiende en zestiende eeuw nam het belang van Antwerpen echter gestadig toe, om uiteindelijk de meeste andere steden in Brabant te overvleugelen. Zijn taal won navenant ook aan prestige. Zodoende liet het Antwerps zijn sporen na in diverse Noord-Brabantse dialecten. Dit proces werd in de hand gewerkt doordat het markiezaat Bergen op Zoom en de baronie van Breda in het begin van de Tachtigjarige Oorlog goeddeels ontvolkt raakten en door uitgeweken Antwerpenaren opnieuw bevolkt werden. Het Brabants, en zeker het Antwerps, had ook een beslissende invloed op het ontstaan van de standaardtaal. Zo nam de Antwerpse lexicograaf Cornelis Kiliaan zijn eigen dialect als uitgangspunt bij zijn woordenboek. Ook de eerste Nederlandse grammatica werd geschreven door een Antwerpenaar (Johan Rademacher). De humanist Johannes Goropius Becanus meende zelfs dat het Antwerps nog het dichtst bij de oertaal stond die de mensheid voor de Babylonische Spraakverwarring zou hebben gesproken.
Vanouds meent men dat Brabantse, goeddeels Antwerpse vluchtelingen in de Tachtigjarige Oorlog in belangrijke mate verantwoordelijk waren voor het Brabantse element in de standaardtaal: zij zouden hun Brabants naar Amsterdam hebben 'meegenomen'. Later onderzoek heeft dat in twijfel getrokken.

### Relatieve isolatie

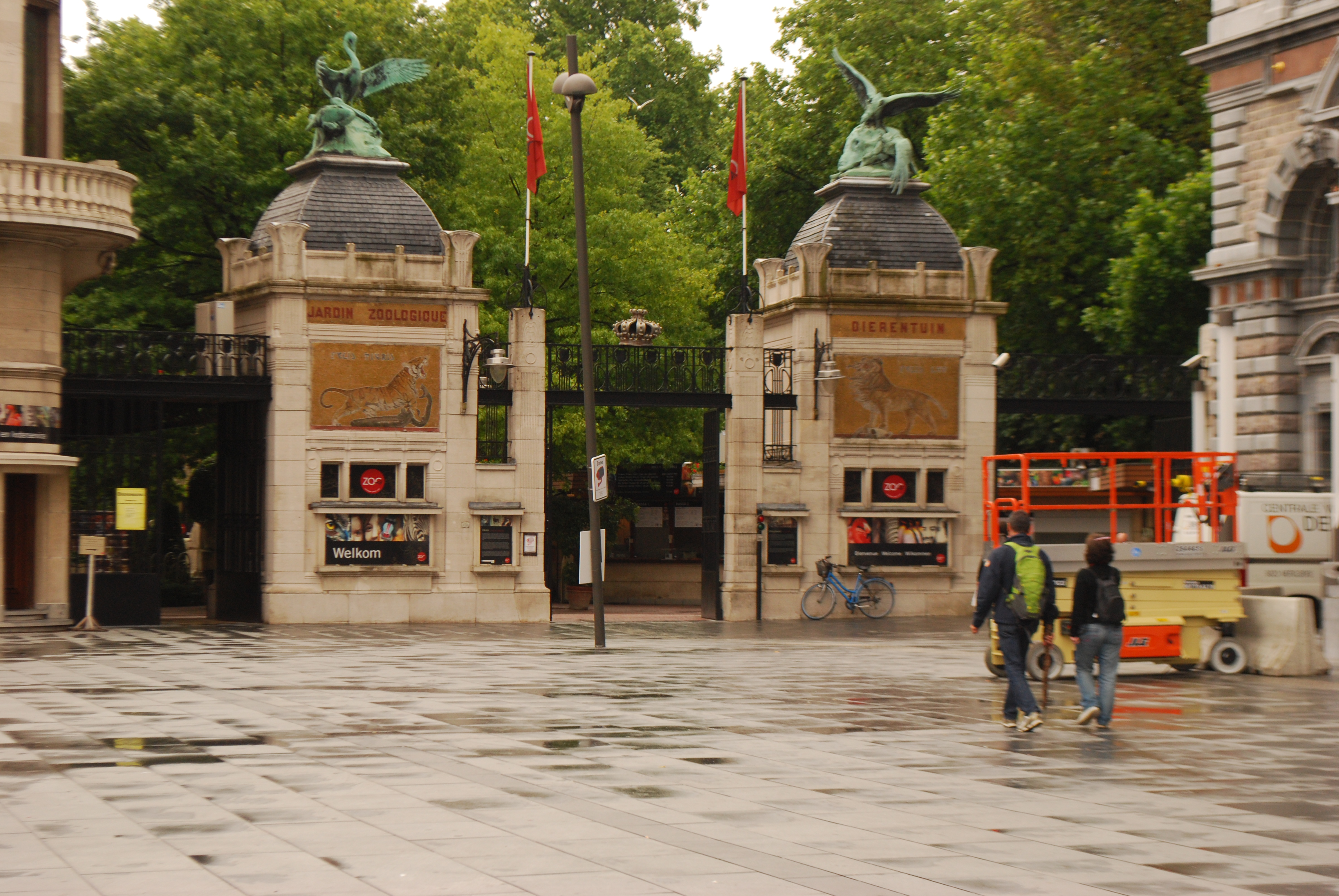
De negentiende-eeuwse Antwerpse dierentuin met tweetalige toegangspoort. In deze tijd is het Frans er nog de voornaamste cultuurtaal.

Na de Tachtigjarige Oorlog bleven de zuidelijke Nederlanden in Spaanse handen. Hiermee raakten de Zuid-Nederlandse dialecten grotendeels los van dialecten uit de Republiek en van de zich ontwikkelende standaardtaal. Zo verwijderde het Brabants uit het zuiden zich niet alleen van het Hollands, maar ook van de Brabantse dialecten op Nederlands grondgebied. Door het afgenomen prestige van de volkstaal en het toegenomen aanzien van het Frans raakte de woordenschat geleidelijk aan verfranst. Het Antwerps was geen uitzondering.
Anders dan in de noordelijke Nederlanden ging de bovenlaag van de bevolking in het zuiden niet over op de standaardtaal, maar bleef ze dialect spreken. Vanaf de achttiende eeuw ging de elite veelal Frans spreken, maar het gebruik van het Frans bleef in Antwerpen beperkt. Naar schatting sprak halverwege de negentiende eeuw slechts 2% van de Antwerpenaren Frans, tegenover 5% van de Gentenaren en 37% van de Brusselaars. Johan Winkler constateerde in 1874 in zijn Dialecticon: "De kern der antwerpsche burgerij is door en door nederlandsch, en spreekt in 't dagelijksche leven niets dan nederlandsch, dan den antwerpschen tongval."

### In concurrentie met de standaardtaal
Door de opkomst van de Vlaamse Beweging, die in Antwerpen vanaf het begin veel steun vond, deed het Standaardnederlands opnieuw zijn intrede in België. Hierdoor raakte het Antwerps in concurrentie met en onder invloed van de standaardtaal. Het eeuwenlange proces van divergentie werd vanaf dit moment omgekeerd. Hoewel men aanvankelijk genoegen nam met het vernederlandsen van de openbare ruimte, ging men vooral na de Tweede Wereldoorlog steeds meer verlangen dat de Vlaming ook thuis goed Nederlands sprak. Dialecten werden als een obstakel voor het leren van de standaardtaal gezien. Vlamingen, ook Antwerpenaren, begonnen hun kinderen steeds vaker in het Nederlands op te voeden. Sommigen zochten een middenweg of konden de standaardtaal niet goed spreken; hierdoor ontstond het Verkavelingsvlaams. Niettemin kwam vanaf het einde van de twintigste eeuw ook een tegenbeweging op gang. In toenemende mate gingen artiesten zingen en schrijven in het dialect, en er verschenen diverse publicaties over het Antwerps.

### Tegenwoordig
Thans heeft het Antwerps in een groot deel van Vlaanderen een dominante positie. Waar de andere Brabantse dialecten in Vlaanderen steeds meer vervlakken, blijft het Antwerps zijn eigenheid behouden. Het verspreidt zich zelfs merkbaar over de omgeving, niet alleen door de vervoorstedelijking (Antwerpenaren verhuizen veel naar plaatsen in de omgeving), maar ook door het aanzien van het Antwerps, dat "misschien wel het meest prestigieuze stadsdialect van het Nederlandse taalgebied is." Niettemin constateren velen dat het (echte) Antwerps door de jeugd weinig meer gesproken wordt, doordat ouders hun kinderen er niet meer in opvoeden. Anderen echter zien het taalgebruik van de jongeren eerder als het Antwerps van een nieuwe generatie, en wijzen erop dat het dialect al eeuwen verandert.

## Klankleer

### Klinkers

#### Korte klinkers
Het Antwerps kent de volgende korte klinkers (zie hieronder voor hun spelling en voor toegepaste voorbeelden):
| i·y |   | u |
| e·ø | ə | o |
|     | a |   |

De korte klinkers verschillen niet al te veel van het Algemeen Nederlands. Ze zijn meestal echter wel uitgesprokener: gesloten klanken zijn verder gesloten, open klanken verder open dan in de standaardtaal. De korte i en u zijn in het Antwerps geheel gesloten en klinken als de Algemeen Nederlandse ie en uu: Iek ziet ien de buus. Dit komt in de wijde omgeving van Antwerpen voor, alsook in het westen van Vlaams-Brabant. Antwerpenaren zijn geneigd de korte i en u in hun Standaardnederlands ook zo uit te spreken.
De korte a wordt meer naar voren gedreven (als een verkorte versie van de Algemeen Nederlandse aa); de korte e klinkt geslotener (als een verkorte ee). Voor een l echter klinken beide fonemen zoals in het AN: pák, maar bal.
Voor twee korte klanken heeft het AN geen equivalent. De gesloten variant van de korte o is in het Antwerps een korte oe geworden (oep "op"). Verder heeft de korte u ook een open variant, die ofwel ontstaan is door verkorting van een lange eu (vùr "voor"), ofwel door verkorting van een ui (lùstere "luisteren") ofwel door umlaut van de korte o (stùrm "storm").

#### Lange klinkers
Wat de lange klinkers betreft, kent het Antwerps:
| ɪː·ʏː |  | uː |
| ɛː·œː |  | o: |
| aː    |  | ɒː |

De lange klinkers verschillen belangrijk meer van het Algemeen Nederlands dan de korte. Zoals veruit de meeste Brabantse dialecten heeft het Antwerps umlaut in veel woorden met een Oergermaanse ô. Hierdoor zegt men gruûn voor "groen".
Eveneens in overeenstemming met de meeste soorten Brabants maakt het Antwerps verschil tussen de zachtlange en scherplange ee en oo. Zo is er verschil tussen mèèr ("meer (waterplas)") en mieër ("meer (bijwoord)"). De scherplange oo wordt soms tot een lange uû: bruûd "brood". Dit gebeurt echter minder vaak dan in het Zuid-Brabants: tegenover het Brusselse gruut "groot" staat in het Antwerps groeët (zie onder bij de tweeklanken).
Tegenover de Standaardnederlandse aa staat in het Antwerps bijna altijd een geronde achterklinker (hier als oa geschreven). De Brabantse dialecten maken geen verschil tussen de oorspronkelijk lange aa en de verlengde aa. Het Antwerps is geen uitzondering: toafel "tafel" moake "maken". De Antwerpse uitspraak van de aa is niet uniek voor deze stad, maar de klank kent in het Brabants zeer veel alternatieven. In Mechelen en Bergen op Zoom klinkt hier dezelfde klank als de Algemeen Nederlandse aa, in de rest van Noord-Brabant meestal een ongeronde achterklinker (ao), in Leuven een oo, in Brussel een oe; in de Kempen komen nog diverse andere realisaties voor.
Het Antwerps heeft echter wel een lange aa-klank. Deze klank ligt zelfs iets meer naar voren dan de Standaardnederlandse aa, ongeveer zoals in het Frans. Deze klank komt allereerst voor in ontleningen uit de standaardtaal (Want Sjef dat ies 'nen brave vent, i.p.v. broave). Verder treft men hem aan als realisatie van de au/ou ("vraa"), als verlenging van de voormalige korte e voor een r (staark) en als realisatie van u(w) (Iek zén zot van aa). Ook de ij/ei kan de kant van een aa op gaan; zie onder bij de tweeklanken.
Waar de korte i en u in het Antwerps geslotener zijn dan in het AN (zie boven), klinken de lange iê en uû juist iets opener. Op de spelling heeft dit in geen enkel gangbaar systeem invloed.
Van de algehele ontronding, die in het Zuid-Brabants en het West-Limburgs veel om zich heen heeft gegrepen, is in het Antwerps geen spoor te vinden.

#### Tweeklanken
In het Antwerps zijn de volgende tweeklanken in gebruik: /au/, /æə/, /eə/, /iə/, /oə/ en /uə/.
De /au/, klinkend als de Algemeen Nederlandse au/ou, komt alleen voor een [t] voor. Daarbuiten klinkt ze als een [a:]. Vandaar: Die vraa ies oud, maar: `n Aa vraa "Een oude vrouw".
De /æə/ komt overeen met de Algemeen Nederlandse ei/ij. In tegenstelling tot de meeste Zuid-Brabantse dialecten maakt het Antwerps geen verschil meer tussen de lange ij en de korte ei. De uitspraak van deze tweeklank is ongeveer aai, maar ook aa en èi komen voor.
De /eə/, een lange ee met naslag, vindt men onder meer in woorden met een oude â die umlaut hebben gekregen (keeës "kaas") en in woorden met een oorspronkelijke open e voor een r, waar het Algemeen Nederlands vaak aa heeft (peeërd "paard"). Alle Brabantse dialecten hebben daar een e-achtige klank, maar in tegenstelling tot het Zuid-Brabants heeft het Antwerps hier een vallende en geen stijgende klank (vergelijk Brussels pjèd).
/oə/ is de Antwerpse uitspraak van de ui. Een enkele keer is de oude ui verkort (zie boven: lùstere), maar verder is ze in vrijwel alle woorden te vinden (doim, ajoin). In de omgeving is deze realisatie van de ui redelijk normaal.

### Medeklinkers
De medeklinkers vertonen minder eigenaardigheden dan de klinkers, zeker in vergelijking met de omgeving. Het opvallendste is de transformatie van de n in [ŋ]. Dit gebeurt vooral achter dentalen (mongd, téngt, een vorm van dissimilatie; echter nooit na een a: ánd 'hand') en na een oorspronkelijk lange, nu verkorte klinker (zieng 'zien', doeng 'doen'). In ouderwets Antwerps is de -d aan het eind van een bijvoeglijk naamwoord soms een echte t geworden: `nen árte stieën, `n blonte vraa. Die vormen komen thans vooral nog bij oudere, laagopgeleide sprekers voor; uit het burgerlijke Antwerps zijn ze inmiddels verdwenen. Nog wel algemeen is het omdraaien van de eindcluster -sp (eps "ham", geps), wat in veel maar lang niet alle Brabantse dialecten voorkomt.
Zoals in meer Brabantse dialecten spreekt men in het Antwerps de h niet uit. Uiteraard heeft het Antwerps, zoals alle Brabantse dialecten, een zachte g.
De r wordt vanouds rollend uitgesproken, waarmee het Antwerps zich duidelijk onderscheidt van andere stadsdialecten als het Brussels en het Gents. De brouwende r (keel-r) wint echter wel terrein. Verder valt de r in het Antwerps vrij zelden uit: tegenover Brusselse en Leuvense vormen als ee/hiê ("hier"), vui/veu ("voor"), broê ("broer"), dui/deu ("door"), bee/biê ("bier") en veu/vie ("vuur") kent in men in Antwerpen gewoon iêr, vùr/veur, bruûr, deur, biêr en vuûr. Voor een -s wil de r weleens uitvallen; echter lang niet altijd zoals in het Zuid-Brabants (kùst "korst", maar bárst en vùst of vùrst "vorst").

### Spelling
Er bestaan diverse ad-hocspellingen voor het Antwerps. Soms schrijft men het dialect zoveel mogelijk als Algemeen Nederlands op; de typisch Antwerpse klanken worden dan niet weergegeven. Dit doet bijvoorbeeld Wannes Van de Velde in de tekstboekjes bij zijn platen. Daartegenover staan pogingen om de verschillen met het AN zo sterk mogelijk in de verf te zetten. Zulke spellingen komen de leesbaarheid niet ten goede. In 2007 verscheen het boek Antwerps schrijven van Filip Camerman, die tussen deze uitersten de middenweg zoekt. Voor de hierin gepromote spelling is het uitgangspunt de interne logica van het Antwerps. Een foneem dat in het AN ook bestaat maar in het Antwerps anders klinkt, wordt hetzelfde gespeld; fonemen die het Algemeen Nederlands niet kent krijgen echter wel hun eigen schrijfwijze. Dit betekent dat de ei/ij en de ui gehandhaafd blijven, maar dat een woord als Antwerpen in deze spelling de schrijfwijze Aentwaerpe krijgt.
Een kenmerk en mogelijk nadeel van deze spelling is dat de klankverschillen tussen het Antwerps en de andere Brabantse dialecten niet geprononceerd naar voren komen. Die mogelijkheid biedt de Brabantse referentiespelling wel. Deze spelling is in beginsel fonetisch, maar anders dan andere pogingen tot klankgetrouw spellen is ze door taalkundigen ontwikkeld. In dit artikel wordt de Brabantse referentiespelling gehanteerd, om de eigenaardigheden van het Antwerps duidelijk in de verf te zetten.
Het Groot Sinjorenboek (een Antwerps woordenboek, samengesteld door Freddy Michiels) en het bijbehorende Antwerps Zakwoordenboek hanteren weer een andere spelling. Net als de auteur van Antwerps schrijven koos Michiels voor een leesbare spelling zonder al te veel accenttekens; anders dan hen geeft hij de ei/ij en de ui wel min of meer fonetisch weer.
Een vergelijking tussen de drie systemen levert het volgende op:
| Klank (IPA) | Antwerps schrijven | Referentie- spelling | Sinjoren- boek | Vertaling                | Noten |
| ----------- | ------------------ | -------------------- | -------------- | ------------------------ | --- |
| a           | kat                | kát                  | kat            | "kat"                    | Als de Algemeen Nederlandse aa, maar dan kort. |
| ɑ           | bal                | bal                  | bal            | "bal"                    | Als in het AN. Variant van de bovenstaande voor een l. |
| aː          | Aentwaerpe         | Aantwaarpe           | Aantwaarepe    | "Antwerpen"              | Meer naar voren dan de Nederlandse aa; als de Franse a, maar dan lang. |
| aː          | vrou               | vraa                 | vraa           | "vrouw"                  | Om etymologische redenen spelt Antwerps schrijven steeds au of ou waar dat in het AN ook het geval is.                                                                                                |
| ɒː          | baard              | board                | baord          | "baard"                  | |
| ə           | gevang             | geváng               | gevang         | "gevangenis"             | |
| e           | eps                | éps                  | (h)eps         | "ham (hesp)"             | Geslotener dan de Nederlandse korte e, klinkt meer als de e in het Engelse bed. |
| ɛ           | bel                | bèl                  | bel            | "bel"                    | Iets opener variant voor een l. Klinkt als de AN korte e. |
| ɛː          | Meer               | Mèèr                 | Meer           | "Meir"                   | Klinkt als de ai in ordinair. |
| i           | frit               | friet                | frit           | "friet, patat"           | De klank is hetzelfde als de ie in het AN, maar het foneem komt overeen met de Standaardnederlandse i. Die gesloten, scherpe uitspraak van de korte i hoort men ook vaak in het AN van Antwerpenaren. |
| ɪː          | kieke              | kiêke                | kieke          | "kip"                    | De lange ie klinkt juist weer iets opener dan in het AN. |
| o           | kot                | kót                  | kot            | "kamer, kot"             | De korte o klinkt in het Antwerps iets geslotener dan in het AN. |
| oː          | school             | schóól               | school         | "school"                 | Als in het AN, echter niet met naslag zoals in het Noord-Nederlands. |
| ø           | störm              | stùrm                | sturm          | "storm"                  | Iets opener dan de Nederlandse korte u, eerder als een verkorte eu. |
| œː          | keuning            | kèùnieng             | keuning        | "koning"                 | Iets opener dan de Nederlandse eu, als de klinker in het Franse soeur. |
| u           | poep               | poep                 | poep           | "pop"                    | |
| uː          | póep               | poêp                 | poep           | "kont, achterste (poep)" | Langer dan de AN oe. |
| y           | bus                | buus                 | bus            | "(auto)bus"              | Klinkt als de AN uu, maar komt overeen met de Nederlandse korte u. |
| yː          | vruug              | vruûg                | vruug          | "vroeg"                  | De uu is altijd lang, als in het AN vuur. |
| au          | oud                | oud                  | oud            | "oud"                    | Voor een [t] wordt de au/ou net zo uitgesproken als in het AN. Voor de andere posities zie boven bij de [aː].                                                                                         |
| æə          | lawijt             | lawaait              | lawaat         | "lawaai"                 | Gaat de kant van een aai of aa op, afhankelijk van spreker. |
| eə          | peêrd              | peeërd               | peerd          | "paard"                  | |
| iə          | miêr               | mieër                | miër           | "meer" (bijwoord)        | |
| oə          | ajuin              | ajoin                | ajoin          | "ui (ajuin)".            | |
| uə          | groêt              | groeët               | groët          | "groot".                 | |

In de medeklinkers zijn er minder verschillen te bespeuren. De volgende eigenaardigheden moeten echter wel worden vermeld:
- Het Groot Sinjorenboek houdt de mogelijkheid open om de oorspronkelijke h- aan het woordbegin te spellen. Deze klank wordt, zoals gezegd, in het Antwerps niet uitgesproken. In Antwerps schrijven en de Referentiespelling laat men die letter altijd weg.
- Waar de combinatie /-nt/ klinkt als -[ŋt], schrijven Antwerps schrijven en het Groot Sinjorenboek dat niet uit: mond, tent, vrind. Men gebruikt daarvoor als argument dat deze klankverandering consequent plaatsvindt, en dat men in het Standaardnederlands een woord als bank ook niet als <bangk> schrijft. In de Brabantse referentiespelling wordt die klank wel weergegeven: mongd, téngt, vriengd.
- In Antwerps schrijven houdt men voor de klank /ʃ/ (die in het Antwerps vooral voorkomt in vreemde woorden) de 'Engelse' spelling sh- aan: shotte "voetballen". De andere twee systemen schrijven hier sjotte.
- Eveneens in Antwerps schrijven vraagt men om de derde persoon enkelvoud en tweede persoon enkelvoud en meervoud van werkwoorden die niet in 't kofschip zitten met een -d te spellen: gij komd, ij spöld, golle zied (maar: ij maakt, gij begrijpt). Dit doet men omdat deze vormen onderhevig zijn aan sandhi: begint het volgende woord met een klinker, dan wordt daar ook een [d] uitgesproken.

## Grammatica
De Antwerpse grammatica vertoont veel overeenkomsten met de grammatica's van andere Brabantse dialecten. Het is daarom niet nodig er in dit artikel uitgebreid op in te gaan. Vooral de verschillen met andere soorten Brabants zullen worden toegelicht.

### Woordgeslacht
Zoals alle Brabantse dialecten kent het Antwerps drie woordgeslachten: er wordt duidelijk en consequent verschil gemaakt tussen mannelijke, vrouwelijke en onzijdige woorden.
Het woordgeslacht komt niet altijd overeen met het AN. Een bekend voorbeeld is `t Stád, "de Stad", "Antwerpen". Andere voorbeelden zijn `t febriek, de koord en de gás. Over het algemeen zijn zulke afwijkingen typisch Zuid-Nederlands en niet beperkt tot Antwerpen.

### Lidwoorden
Mannelijke woorden krijgen als onbepaald lidwoord `ne of `nen en als bepaald lidwoord de of d'n. Dit is afhankelijk van de bdt-klinkerregel: begint het woord dat erop volgt met een b, d, t of klinker, dan eindigt het lidwoord op een -n, in andere gevallen staat die -n er niet. Vandaar: `nen bèèr, `nen daaik, `nen ongd, maar `ne man, `ne stoel.
Bij vrouwelijke woorden zijn de lidwoorden altijd `n en de. Bij de valt wel de sjwa uit wanneer het volgende woord met een klinker begint d' el "de hel".
Bij onzijdige woorden luidt het onbepaald lidwoord e of `n, en het bepaald lidwoord `t. Voor het onbepaald lidwoord is ook weer de bdt-klinkerregel van toepassing: e peeërd "een paard", maar `n oeëg "een oog". E als lidwoord is in Vlaanderen zeer gebruikelijk, maar in het Markiezaats en het Baronies grotendeels onbekend.

### Zelfstandige naamwoorden
De meervoudsvorming van Antwerpse woorden is relatief "Nederlands"; ze kent minder afwijkingen ten opzichte van de standaardtaal dan veel Kempense en Zuid-Brabantse dialecten. Zo luidt het meervoud van ánd "hand" in Antwerpen aande, tegenover (h)anne, wat in de zuidelijke Kempen en ook in Boom voorkomt.
De verkleinwoordvorming is ook minder "extreem" (dat wil zeggen: minder afwijkend van het AN) dan in veel andere dialecten, maar vertoont over het algemeen veel overeenkomsten met de rest van het Brabants. Vaak gaat het uit op -ke of -ske, maar na een -t of -d treffen we meestal -sje (vormen als lieke "liedje" zijn in het Antwerps uitzondering, geen regel als in het Zuid-Brabants). Zeer algemeen is ook klinkerverkorting in verkleinwoorden: liêf - liefke, wiêl - wieltsje.
In het Antwerps bestaat de neiging om deze verkleinwoorden bijzonder vaak te gebruiken (zie ook onder woordenschat).

### Bijvoeglijke naamwoorden
Bijvoeglijke naamwoorden die bij mannelijke woorden horen, krijgen een uitgang -e(n). Deze uitgang houdt zich wederom aan de bdt-klinkerregel: d'n dieken bùrregemèèster maar `nen dieke mán.
Als een bijvoeglijk naamwoord bij een vrouwelijk woord hoort, is de uitgang soms -e. In veel gevallen blijft die uitgang echter achterwege; dit is het geval als de stam op een klinker of een liquida (l, m, n, r) eindigt en soms ook bij fricatieven. Voor meervoudige woorden gelden dezelfde regels. Goed Antwerps is dan ook `n schoeën vraa "een mooie vrouw", `n aa kát "een oude kat", nieëf oize "nieuwe huizen".

### Persoonlijke voornaamwoorden
De persoonlijke voornaamwoorden in het Antwerps luiden als volgt:
| pers. | enkelvoud         | enkelvoud        | meervoud   | meervoud |
| pers. | subj.             | obj.             | subj.      | obj.     |
| ----- | ----------------- | ---------------- | ---------- | -------- |
| 1e    | iek ('k)          | maai (me)        | waai (we)  | ongs     |
| 2e    | gaai (ge)         | aa               | golle      | olle     |
| 3e    | aa ('m)/zaai (ze) | em ('m)/èùr ('r) | zaai, zuun | uun      |

Het Antwerps onderscheidt zich van andere Brabantse dialecten in België door het ontbreken van samengestelde voornaamwoorden in de eerste en derde persoon meervoud. Waailie en zollie zijn in het verleden echter wel opgetekend.
De vorm zuun, ontstaan uit ze + uun om verschil te maken met het vrouwelijk enkelvoud, is een vrij recente innovatie.

### Werkwoorden
De vervoeging van werkwoorden in het Antwerps verschilt niet wezenlijk van de vervoeging in de andere Brabantse dialecten. Golle krijgt als uitgang -t, vandaar golle moakt tegenover jullie maken. Bij inversie (in een vraag, maar ook in bijzinnen en als de zin met een bijwoordelijke bepaling begint), worden gaai en golle gereduceerd tot een enclitische uitgang: kéngde "ken je/kennen jullie", ziede "zien jullie". Eventueel kan daarna het voornaamwoord herhaald worden. Als gevolg hiervan kan lèèfde gaai zowel "leef je" als "leefde je" betekenen. De uitgang -de is onderhevig aan de kofschip-regel, waardoor men moakte (gaai) "maak je" (en niet *moakde (gaai)) zegt.
Zoals boven reeds opgemerkt, gedraagt de uitgang -t zich ook volgens "'t kofschip" wanneer het volgende woord met een klinker begint, en schrijft het boek Antwerps schrijven daarom de schrijfwijze ij komd, gij doed voor. De auteur van dit boek staat hier redelijk alleen in. Typisch voor de meeste (echter niet alle) Brabantse dialecten is de uitval van de -t als het volgende woord met een medeklinker begint, zeker wanneer de letter ervóór een klinker is: Da goa goêd. De /t/ blijft wel latent aanwezig en zal de volgende letter stemloos maken (da choa choêd). Ook typerend zijn versteende verbindingen als doeget "doe(t) het" en goaget "gaat het".
De al beschreven verkorting bij verkleinwoorden vindt in het Antwerps ook bij werkwoorden plaats. Vandaar gèève - iek gèèf - aai géft "geven - ik geef - hij geeft". Voorwaarde is wel dat de stam op een medeklinker eindigt.

### Syntaxis
'Typisch Vlaamse' zinsconstructies als Ik denk dat ik moet kunnen de boot halen, waarbij werkwoordgroepen doorbroken worden, komen in het Antwerps minder vaak voor dan in het Zuid-Brabants. Boven Antwerpen (in het uiterste noorden van de provincie en in Noord-Brabant) zijn deze constructies helemaal afwezig; het Antwerps toont hierin zijn positie als overgangsdialect.

## Woordenschat
Het Antwerps kent, zoals veel Vlaamse dialecten, een groot aantal woorden die in het Algemeen Nederlands onbekend zijn of anders worden gebruikt. Meestal zijn die woorden wijd en zijd in Vlaanderen en Zuid-Nederland bekend. Slechts een enkel woord is echt typerend voor Antwerpen, bijvoorbeeld sienjoor "echte Antwerpenaar" en parkieng "de provincie" (spotnaam voor de rest Vlaanderen).
Zoals alle dialecten in Vlaanderen, maar in mindere mate dan het Gents en Brussels, kent het Antwerps veel Franse leenwoorden. Deze reiken van velo "fiets" via bomma "oma" tot akkerdèère "(kunnen) opschieten (met iemand)" en fliek "wout, juut" (scheldwoord voor een politieagent). Veel van die woorden houden tot op heden hun populariteit. Een woord als leguum "groente" heeft het in de twintigste eeuw echter grotendeels moeten afleggen tegen gruûnte.
Een groot deel van de typische woordenschat is echter geheel niet Frans van oorsprong. Erfwoorden als doddele "stotteren", poit "kikker", smoeëre "roken" en touter "schommel" zijn eveneens typisch Antwerps (in die zin dat ze niet in het AN worden geaccepteerd).
Typisch Antwerps is het veelvuldige affectieve gebruik van verkleinwoorden. Verkleinwoorden verwijzen vaak niet naar iets relatief kleins, maar drukken eerder een gevoel van vertrouwelijkheid uit. De Schutter (1999) noemt als voorbeeld Iêr sé madámmeke, e kiloke tomátsjes en nog e zákske petátjes d'rbaai ("Alstublieft mevrouw, een kilo tomaten en nog een zak aardappelen erbij"). Affectieve verkleining beperkt zich niet tot zelfstandige naamwoorden maar komt ook bij bijwoorden veel voor (salukes; zelfs in de standaardtaal is dit bekend is vormen als netjes en zachtjes). Dit affectieve taalgebruik, ook gemeengoed in Antwerps gekleurd Verkavelingsvlaams, wordt door niet-Antwerpenaren zeer sterk met de stadstaal geassocieerd.
De dialectwoorden leggen het in toenemende mate af tegen hun Algemeen Nederlandse pendanten. Dit is overal in Vlaanderen het geval, maar door zijn ligging ondergaat Antwerpen, ook in zijn woordenschat, een grotere invloed van het Nederlands in Nederland. Diverse noordelijke woorden, die in grote delen van Vlaanderen ongebruikelijk zijn, hebben in Antwerpen al ingang gevonden. Het gaat hier onder meer om kniepe "knippen" voor aorsnaaie en vliengder ("vlinder", waarvoor diverse plaatselijke namen bestaan).
Uiteraard heeft het Antwerps, net als het AN en vele andere talen, sinds het einde van de Tweede Wereldoorlog veel Engelse invloed gekend. De krachttermen shit en fuck bleken onder Antwerpse jongeren veel populairder dan inheemse vloekwoorden.

## Onderzoek
Ondanks zijn grote sprekerspopulatie en hoge status is er over het Antwerps weinig gepubliceerd. De eerste monografie werd geschreven door Herman Smout en in 1905 aan de Gentse universiteit uitgegeven. Het werk droeg als titel Het Antwerpsch dialect - met eene schets van de geschiedenis van dit dialect in de 17e en de 18e eeuw. In 1980 werd het werk herdrukt en bewerkt door Yvette Stoops.
Sinds 1905 zijn er diverse artikelen over het Antwerps gepubliceerd. Uitgebreide werken verschenen pas weer na de eeuwwisseling. In 2005 kwam het deeltje Stadsantwerps in de serie Taal in stad en land uit, geschreven door Jan Nuyts en G. De Schutter. Vanaf 2006 volgde het boven al vermelde Groot sinjorenboek, dat uit drie delen bestaat, in 2007 het ook reeds genoemde boek Antwerps schrijven.

## Cultivatie

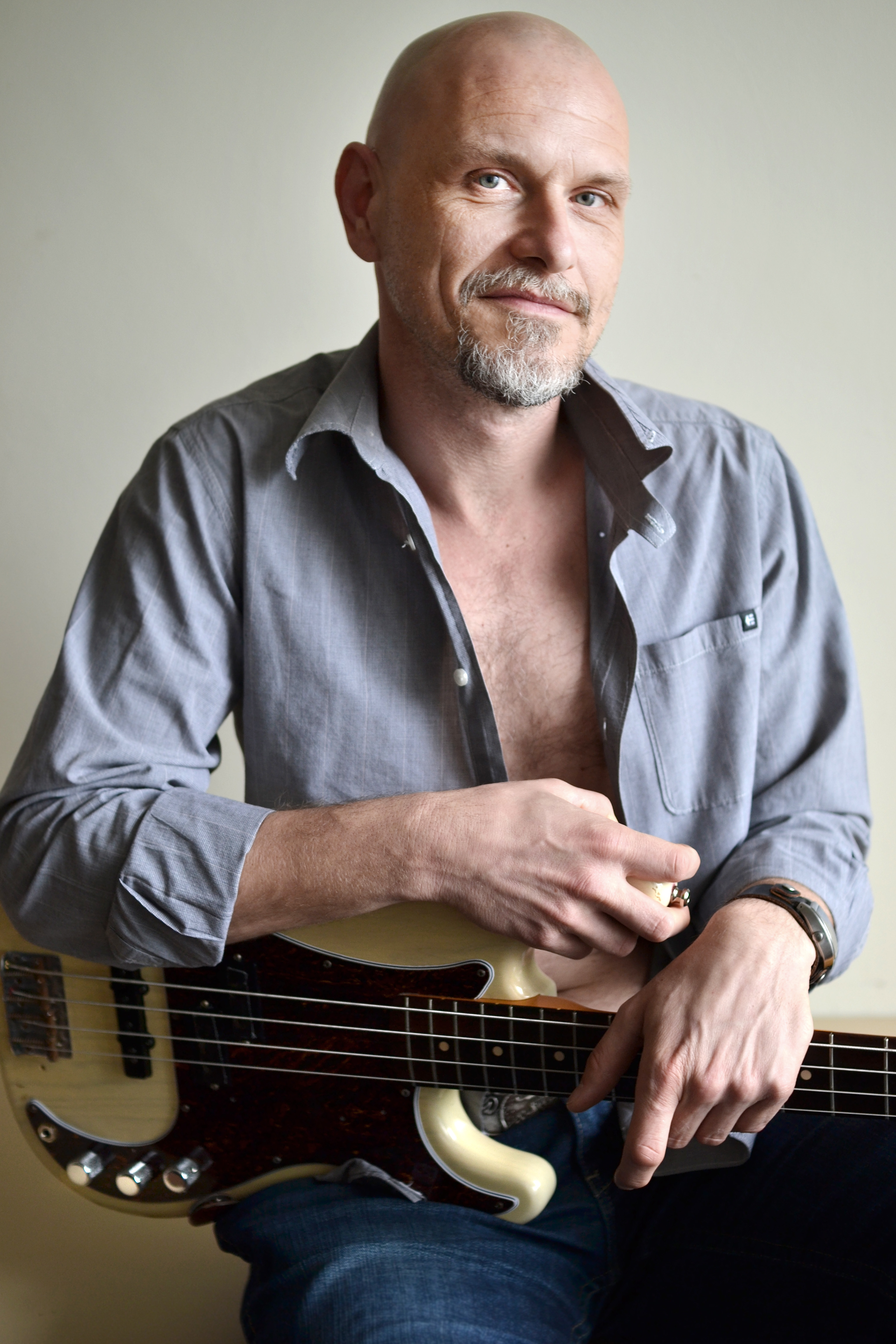
Axl Peleman

In de middeleeuwen bestond er geen Nederlandse standaardtaal. Wanneer men deze taal op schrift stelde, gebeurde dat dus in principe in het dialect. Auteurs hadden in deze tijd echter allerminst de bedoeling de eigen taal zo 'zuiver' mogelijk op te schrijven. Hierdoor zijn Middelnederlandse teksten uit Antwerpen niet geheel betrouwbaar bij het onderzoek naar de Antwerpse taalgeschiedenis.
Vanaf de renaissance wordt het Antwerps af en toe opzettelijk op schrift gesteld. Dit doet bijvoorbeeld de Amsterdamse toneelschrijver Gerbrand Adriaensz. Bredero in zijn blijspel De Spaanschen Brabander Ierolimo, waarin het Antwerps voor een komisch effect wordt afgewisseld met het zeventiende-eeuwse Amsterdams. Het is de vraag hoe getrouw Bredero, geen moedertaalspreker van het Antwerps, de toenmalige staat van het dialect weergeeft. Wel lijkt de conclusie veilig dat Antwerpse klanken als de ao en de aai toen al voorkwamen.
Pas na de Tweede Wereldoorlog wordt het Antwerps met enige regelmaat op schrift gesteld. De dialogen in de eerste Suske en Wiskealbums hadden een door en door Antwerps taalgebruik (zij het wel in een Nederlandse spelling). Later schakelde de tekenaar over op AN; ook de eerste strips werden hertekend. Ook werden er na de oorlog Antwerpse liedjes opgenomen. Toen Wannes Van de Velde in 1966 het (oorspronkelijk Brusselse) lied Jef heeft me 'n sjiek gerefuseerd opnam, moest hij echter al strijden tegen de tijdgeest: volgens de toen overheersende mening in Vlaanderen was het dialect vooral een obstakel tot het leren van 'beschaafd' Nederlands.
Veel Antwerpstalige muziek kwam in deze tijd ofwel uit radicaal-linkse hoek ofwel had ze de status van feestmuziek. Zeer populair werden De Strangers, die vanaf de jaren 60 hits in diverse talen in het Antwerps parodieerden. Ook maatschappelijk geëngageerd is Katastroof.
Na 1990 verdween het taboe op dialect in het openbaar. Het in Antwerpen nog levendige dialect werd sindsdien door diverse artiesten in uiteenlopende genres omarmd. Axl Peleman kwam met rock, Slongs Dievanongs en Tourist LeMC met hiphop. Een groep als de Fixkes hanteert het Verkavelingsvlaams met een zeer sterke Antwerpse inslag.
Diverse auteurs hebben teksten in het Antwerps geschreven. Vaak gaat het dan om vertalingen. Fragmenten van Shakespeare, Nietzsche en Dostojevski zijn in het Antwerps vertaald. Ook bestaan er vertalingen van Asterix, Kuifje en Suske en Wiske.